# Sintues
Sintues (em grego: Σινθούης; romaniz.: Sinthoúes) foi um oficial bizantino do século VI, ativo durante o reinado de Justiniano (r. 527–565). Era um oficial (doríforo) da guarda de Belisário. Foi enviado com Magno no outono de 537 para ocupar o forte de Tibur e molestar os godos. Pouco tempo depois, ficou incapaz de lutar mais devido a uma ferida na mão direita.